# MTV Video Music Award de la meilleure réalisation
 (juillet 2023).
La mise en forme du texte ne suit pas les recommandations de Wikipédia : il faut le « wikifier ».
Les points d'amélioration suivants sont les cas les plus fréquents :
- Les titres sont pré-formatés par le logiciel. Ils ne sont ni en capitales, ni en gras.
- Le texte ne doit pas être écrit en capitales (les noms de famille non plus), ni en gras, ni en italique, ni en « petit »…
- Le gras n'est utilisé que pour surligner le titre de l'article dans l'introduction, une seule fois.
- L'italique est rarement utilisé : mots en langue étrangère, titres d'œuvres, noms de bateaux, etc.
- Les citations ne sont pas en italique mais en corps de texte normal. Elles sont entourées par des guillemets français : « et ».
- Les listes à puces sont à éviter, des paragraphes rédigés étant largement préférés. Les tableaux sont à réserver à la présentation de données structurées (résultats, etc.).
- Les appels de note de bas de page (petits chiffres en exposant, introduits par l'outil «  Source ») sont à placer entre la fin de phrase et le point final[comme ça].
- Les liens internes (vers d'autres articles de Wikipédia) sont à choisir avec parcimonie. Créez des liens vers des articles approfondissant le sujet. Les termes génériques sans rapport avec le sujet sont à éviter, ainsi que les répétitions de liens vers un même terme.
- Les liens externes sont à placer uniquement dans une section « Liens externes », à la fin de l'article. Ces liens sont à choisir avec parcimonie suivant les règles définies. Si un lien sert de source à l'article, son insertion dans le texte est à faire par les notes de bas de page.
- La présentation des références doit suivre les conventions bibliographiques. Il est recommandé d'utiliser les modèles {{Ouvrage}}, {{Chapitre}}, {{Article}}, {{Lien web}} et/ou {{Bibliographie}}. Le mode d'édition visuel peut mettre en forme automatiquement les références.
- Insérer une infobox (cadre d'informations à droite) n'est pas obligatoire pour parachever la mise en page.

Pour une aide détaillée, merci de consulter Aide:Wikification.
Si vous pensez que ces points ont été résolus, vous pouvez retirer ce bandeau et améliorer la mise en forme d'un autre article.
Cette catégorie récompense le meilleur réalisateur de clip de l'année au MTV Video Music Awards.
Voici la liste des gagnants dans cette catégorie aux MTV VMA's depuis 1984.
| Année | Artiste                       | Clip                              | Réalisateur                       |
| ----- | ----------------------------- | --------------------------------- | --------------------------------- |
| 1984  | ZZ Top                        | "Sharp Dressed Man"               | Tim Newman                        |
| 1985  | Don Henley                    | "The Boys of Summer"              | Jean-Baptiste Mondino             |
| 1986  | a-ha                          | "Take On Me"                      | Steve Barron                      |
| 1987  | Peter Gabriel                 | "Sledgehammer"                    | Stephen R. Johnson                |
| 1988  | George Michael                | "Father Figure"                   | Andy Morahan & George Michael     |
| 1989  | Madonna                       | "Express Yourself"                | David Fincher                     |
| 1990  | Madonna                       | "Vogue"                           | David Fincher                     |
| 1991  | R.E.M.                        | "Losing My Religion"              | Tarsem Singh                      |
| 1992  | Van Halen                     | "Right Now"                       | Mark Fenske                       |
| 1993  | Pearl Jam                     | "Jeremy"                          | Mark Pellington                   |
| 1994  | R.E.M.                        | "Everybody Hurts"                 | Jake Scott                        |
| 1995  | Weezer                        | "Buddy Holly"                     | Spike Jonze                       |
| 1996  | The Smashing Pumpkins         | "Tonight, Tonight"                | Jonathan Dayton & Valerie Faris   |
| 1997  | Beck                          | "The New Pollution"               | Beck Hansen                       |
| 1998  | Madonna                       | "Ray of Light"                    | Jonas Åkerlund                    |
| 1999  | Fatboy Slim                   | "Praise You"                      | Spike Jonze & Roman Coppola       |
| 2000  | Red Hot Chili Peppers         | "Californication"                 | Jonathan Dayton & Valerie Faris   |
| 2001  | Fatboy Slim                   | "Weapon of Choice"                | Spike Jonze                       |
| 2002  | Eminem                        | "Without Me"                      | Joseph Kahn                       |
| 2003  | Coldplay                      | "The Scientist"                   | Jamie Thraves                     |
| 2004  | Jay-Z                         | "99 Problems"                     | Mark Romanek                      |
| 2005  | Green Day                     | "Boulevard of Broken Dreams"      | Samuel Bayer                      |
| 2006  | Gnarls Barkley                | "Crazy"                           | Robert Hales                      |
| 2007  | Justin Timberlake             | "What Goes Around...Comes Around" | Samuel Bayer                      |
| 2008  | Erykah Badu                   | "Honey"                           | Erykah Badu et Mr. Roboto         |
| 2009  | Green Day                     | "21 Guns"                         | Marc Webb                         |
| 2010  | Lady Gaga                     | "Bad Romance"                     | Francis Lawrence                  |
| 2011  | Adele                         | "Rolling in the Deep"             | Sam Brown                         |
| 2012  | M.I.A.                        | "Bad Girls"                       | Romain Gavras                     |
| 2014  | DJ Snake et Lil Jon           | "Turn Down for What"              | DANIELS                           |
| 2015  | Kendrick Lamar                | "Alright"                         | Colin Tilley & The Little Hormies |
| 2016  | Beyoncé                       | "Formation"                       | Melina Matsoukas                  |
| 2017  | Kendrick Lamar                | "Humble"                          | Dave Meyers & The Little Homies   |
| 2018  | Childish Gambino              | "This Is America"                 | Hiro Murai                        |
| 2019  | Lil Nas X ft. Billy Ray Cyrus | "Old Town Road"                   | Calmatic                          |
| 2020  | Taylor Swift                  | "The Man"                         | Taylor Swift                      |
| 2021  | Lil Nas X                     | "Montero (Call Me by Your Name)"  | Lil Nas X & Tanu Muino            |